# Cerro Cinotepeque
Le Cerro Cinotepeque est un champ volcanique du Salvador.